# PPG Paints Arena
PPG Paints Arena, tidigare Consol Energy Center, är en inomhusarena i Pittsburgh i Pennsylvania i USA. Arenan är hem för NHL-laget Pittsburgh Penguins. Vid ishockeymatcher tar den in 18 387 sittande åskådare. PPG Paints Arena har stått värd för NCAA herrarnas basketturnering andra och tredje rundan (2012), NHL Draften (2012), och NCAA Frozen Four (2013).
Paul McCartney invigde arenan med en öppningskonsert den 18 augusti 2010.

## Namnet
Den 15 december 2008 blev det offentligt att energiföretaget Consol Energy, Inc. hade förvärvat namnrättigheterna till arenan fram till 2021 och från 2010 till 2016 hette den Consol Energy Center. Den 4 oktober 2016 meddelade kemiföretaget PPG Industries, Inc. att man hade övertagit namnrättigheterna från Consol Energy och det nuvarande avtalet sträcker sig fram till 2036 och arenan kommer initialt heta PPG Paints Arena.